# Kanton Ballan-Miré
Kanton Ballan-Miré (francouzsky Canton de Ballan-Miré) je francouzský kanton v departementu Indre-et-Loire v regionu Centre-Val de Loire. Tvoří ho sedm obcí.

## Obce kantonu
- Ballan-Miré
- Berthenay
- Druye
- La Riche
- Saint-Genouph
- Savonnières
- Villandry